# I AM I WAS
I AM I WAS（アイ・アム・アイ・ワズ）は、日本のシンガーソングライター・椛島恵美が2018年12月2日にリリースした初のベスト・アルバム。痙攣性発声障害を克服した後の復帰作として制作され、代表曲のセルフカバーや復帰シングル「Let’s Sing!!!」を収録している。

## 背景
痙攣性発声障害を乗り越えたことを契機に、本作を制作。生楽器を用いた録音にこだわり、「迫力満点の作品」として完成させた。

## リリース情報
- 発売日：2018年12月2日
- フォーマット：CD、配信、ハイレゾ配信[3][4]。

## 収録曲
| 全作詞・作曲: 椛島恵美、全編曲: 藤谷一郎。 |                                               |          |            |                    |
| #                                          | タイトル                                      | 作詞     | 作曲・編曲 | 備考               |
| 1.                                         | 「Let’s Sing!!!」                             | 椛島恵美 | 椛島恵美   | 復帰シングル       |
| 2.                                         | 「坂道」                                      | 椛島恵美 | 椛島恵美   | 初期曲セルフカバー |
| 3.                                         | 「ここから」                                  | 椛島恵美 | 椛島恵美   |                    |
| 4.                                         | 「じゅうくの決意」                            | 椛島恵美 | 椛島恵美   |                    |
| 5.                                         | 「あなたはそのまま」                          | 椛島恵美 | 椛島恵美   |                    |
| 6.                                         | 「ヒカリの絨毯」                              | 椛島恵美 | 椛島恵美   |                    |
| 7.                                         | 「深海」                                      | 椛島恵美 | 椛島恵美   |                    |
| 8.                                         | 「光へ」                                      | 椛島恵美 | 椛島恵美   |                    |
| 9.                                         | 「ヒカリの絨毯 ～End of summer mix（Bonus）」 | 椛島恵美 | 椛島恵美   |                    |

## 音楽性
生楽器による力強いサウンドと、発声障害からの復活を象徴する前向きな歌声が特徴である。「Let’s Sing!!!」では未来への希望をテーマにした明るい楽曲となっている。

## 参加ミュージシャン
All Songs Written by 椛島恵美 Sound Produced by 藤谷一郎
1. Let's Sing!!!
Piano&Chorus: 椛島恵美
Drums: 脇山広介 Bass: 藤谷一郎 Guitar: 沼能友樹 Trombone: 前田大輔 Alto Sax: 近藤淳也
Trumpet: 湯本淳希
2. 坂道
Piano:椛島恵美
Drums: 脇山広介 Bass: 藤谷一郎 Guitar: 沼能友樹 Violin: 伊藤彩
3. ここから
Piano&Chorus: 椛島恵美
Drums: 脇山広介 Bass&Chorus: 藤谷一郎 Guitar: 沼能友樹 Chorus: 田島克洋
4. じゅうくの決意
Piano: 椛島恵美
Wood bass: 藤谷一郎 Guitar: 沼能友樹
5. あなたはそのまま
Piano: 椛島恵美
6. ヒカリの絨毯
Piano&Chorus: 椛島恵美
Drums: 脇山広介 Bass: 藤谷一郎 Guitar: 沼能友樹 Violin: 伊藤彩
7. 深海
Piano: 椛島恵美
Cello: 古川淑恵
8. 光へ
Piano: 椛島恵美
Drums: 脇山広介 Bass: 藤谷一郎 Guitar: 沼能友樹
Chorus: 有坂美香&The Sunshowers/嘴音杏/三上奈歩/Yaju/M!NA/Chi-Hiro
9. ヒカリの絨毯 ～End of summer mix（Bonus）
Piano: 椛島恵美
Bass&Chorus: 藤谷一郎 Guitar: 越田太郎丸
Chorus: 有坂美香&The Sunshowers/嘴音杏/三上奈歩/Yaju/M!NA/Chi-Hiro